# Šenjang Aircraft Corporation
Šenjang Aircraft Corporation tudi Šenjang Aerospace Corporation (kitajsko: 沈阳飞机公司; pinjin: Shěnyáng fēijī gōngsī) je kitajski proizvajalec večinoma vojaških letal. Podjetje je bilo ustanvoljeno leta 1953 in velja za najstarejšega kitajskega proizvajalca letal. Sedež podjetja je Šenjangu, Liaoning, Kitajska. Podjetje je podružnica od skupine Aviation Industry Corporation of China (AVIC). Šenjang Aircraft Corporation je pomagal pri ustanoviti drugih letalskih podjetij kot so Čengdu Aircraft Industry Group ali Guidžou Aircraft Industry Co.
Šenjang je v preteklosti licenčno proizvajal sovjetska letala kot so MiG-15, MiG-17, MiG-21, Tu-16 in zadnjem času Su-27. V nekaterih primerih je šlo tudi za nelicenčno kopiranje.

## Izdelki

### Lovska letala
- J-2, kitajska verzija lovca Mikojan-Gurevič MiG-15
- Šenjang J-5, kitajska verzija lovca Mikojan-Gurevič MiG-17
- Šenjang J-6, kitajska verzija lovca  Mikojan-Gurevič MiG-19
- Čengdu J-7, kitajska verzija lovca Mikojan-Gurevič MiG-21, kasneje ga je proizvajal Čengdu
- Šenjang J-8, kitajski lovec 3. generacije, NATO oznaka: Finback
- Šenjang J-11, kitajska verzija lovca Suhoj Su-27.

#### V razvoju
- Šenjang J-31 - lovec 5. generacije
- Šenjang J-15 - palubni lovec
- Šenjang J-16 - lovsko letalo

### Potniška letala
- ACAC ARJ21 Šjangfeng s sodelovanjem AVICa

### Bombniki
- Šjan H-6, kitajska verzija bombnika Tupoljev Tu-16 "Badger"
- Nančang Q-5 lovski bombnik, kasneje ga je proizvajal Nančang Aircraft

### Športna letala
- Šenjang tip 5 - kitajska verzija letala Jak-12
- Cessna 162

### Motorji
- WS-10, Tajhang, turboventilatorski motor
- WP-14, Kunlun, turboreaktivni motor

### Deli
- Deli za potniško letalo Bombardier CSeries

### Brezpilotna letal
- Šenjang BA-5

### Preklicana letala
- Šenjang J-13 - projekt lahkega lovskega letala, 1971